# تپه‌باشی (شاوشات)
تپه‌باشی (به ترکی استانبولی: Tepebaşı) یک منطقهٔ مسکونی در ترکیه است که در شاوشات واقع شده‌است. تپه‌باشی ۸۷ نفر جمعیت دارد.